# سكان جزر بحر الجنوب
تشير التسمية الأسترالية سكان جزر بحر الجنوب إلى أحفاد الأستراليين الذين كانوا يعيشون في الجزر الموجودة في غرب المحيط الهادئ والتي يتجاوز عددها 80 جزيرة، – بما في ذلك جزر سليمان وفانواتو (التي كان يطلق عليها من قبل اسم نيو هبرايدز) في ميلانيزيا وجزر لويالتي وساموا وكيريباتي وروتوما وتوفالو في بولينيزيا وميكرونيزيا – ، والذين تم التعاقد معهم بين منتصف وأواخر القرن التاسع عشر للعمل في حقول قصب السكر في كوينزلاند. وقد تم خطف مجموعة منهم أو "تم خطفهم بالخديعة"، للعمل بالسخرة لفترات طويلة من الزمن. وفي أقصى تقديراته، وصل هذا التعاقد إلى أكثر من نصف البالغين من الذكور من سكان بعض الجزر.
وكان يشار إلى هؤلاء الأشخاص، بصفة عامة، باسم الكاناكا، في حين أن العديد من أحفاد سكان الجزر يرون أن هذا المصطلح ازدرائي ويعد بمثابة تذكير مهين لاستغلال أسلافهم على يد المزارعين البيض.
ومع مرور الوقت، وبسبب التزاوج المتبادل، يقول العديد من سكان جزر بحر الجنوب الأستراليين كذلك إن نسبهم مختلط، بما في ذلك السكان الأصليون وسكان جزر مضيق توريس والمهاجرون من جزر المحيط الهادئ الجنوبية.
ومن بين سكان الجزر الذين تم استخدامهم والذين يتراوح عددهم بين 55 ألفًا و62500 ألف، بقى حوالي 10 ألاف منهم في أستراليا في عام 1901. وقد تم ترحيل أغلبهم إلى أوطانهم على يد الحكومة الأسترالية في الفترة بين 1906 و1908 بموجب قانون عمال جزر المحيط الهادئ لعام 1901، وهو أحد التشريعات المتعلقة بسياسة أستراليا البيضاء. وقد بقي أولئك الذين تم إعفاؤهم من الترحيل، بالإضافة إلى مجموعة أخرى من الأشخاص الذين فروا من الترحيل، في أستراليا لتشكيل أساس ما يطلق عليه اليوم أكبر مجموعة عرقية سوداء من غير السكان الأصليين في أستراليا.
وفيما يتعلق بعدد سكان الجزر الذين "تم خطفهم بالخديعة"، فإن هذا الرقم غير معروف ويبقى أمرًا جدليًا. ويصعب تقييم النطاق الذي تم من خلاله استخدام سكان الجزر بشكل قانوني أو من خلال إقناعهم أو من خلال خداعهم أو إجبارهم أو إكراههم على مغادرة منازلهم والسفر إلى كيونزلاند، كما أن هذا الأمر جدلي هو الآخر. وغالبًا ما تتعارض الوثائق والروايات الرسمية من تلك الفترة مع الروايات الشفهية التي تم تمريرها إلى أحفاد العمال. وتميل قصص الخطف العنيف الصارخة إلى الرجوع إلى أول عشر سنوات أو ما إلى ذلك من سنوات الاستخدام.
وفي الأجيال الحديثة، أصبح سكان جزر بحر الجنوب الأسترالية، الذين تعرضوا للعديد من الأشكال المشابهة من التمييز في أستراليا مثل السكان غير الأصليين وسكان جزر مضيق توريس، رموزًا بارزة في مجال الحقوق المدنية والسياسة. ويعد فيث باندلار وإيفيلين سكوت وبونيتا مابو (أرملة إدي مابو) من النشطاء البارزين من نسل عمال الزراعة القادمين من جزر المحيط الهادئ. وهناك مجال آخر تفوق فيه سكان جزر بحر الجنوب الأستراليون ألا وهو الرياضة، خصوصًا لعبة دوري الركبي. وتعد دولة المنشأ وممثلو أستراليا مال مينينغا وسام باكو وجوردين تاليس جميعهم من أعضاء مجتمع سكان جزر بحر الجنوب الأسترالي.

## معرض الصور

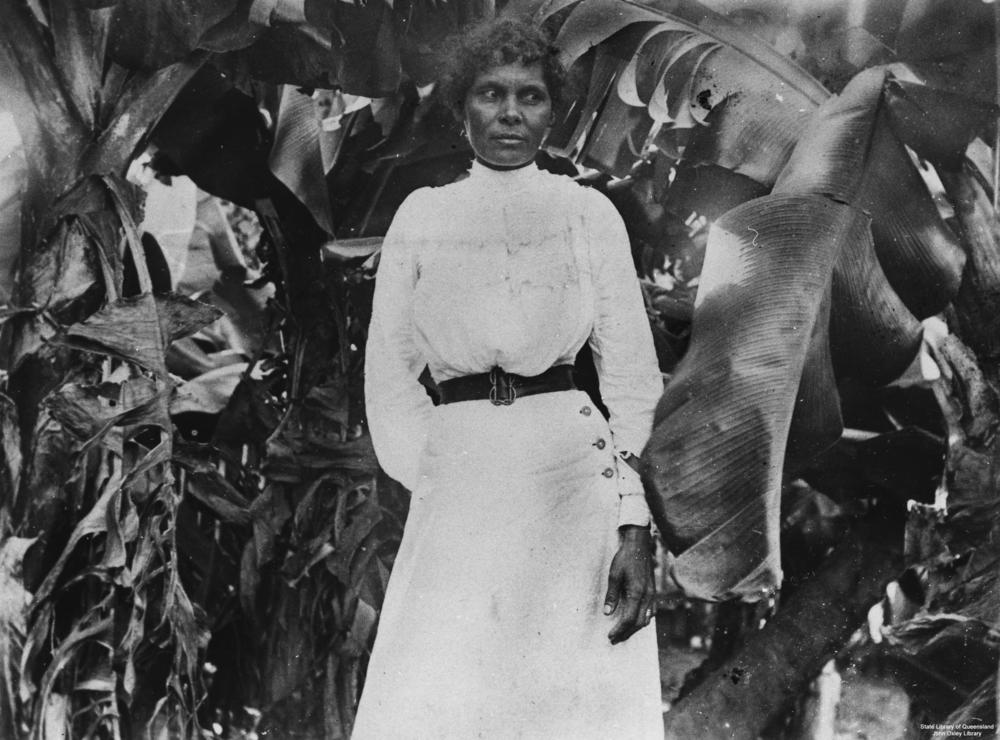
سيدة من سكان جزر بحر الجنوب في فارنبوروه، بكوينزلاند، حوالي عام 1895
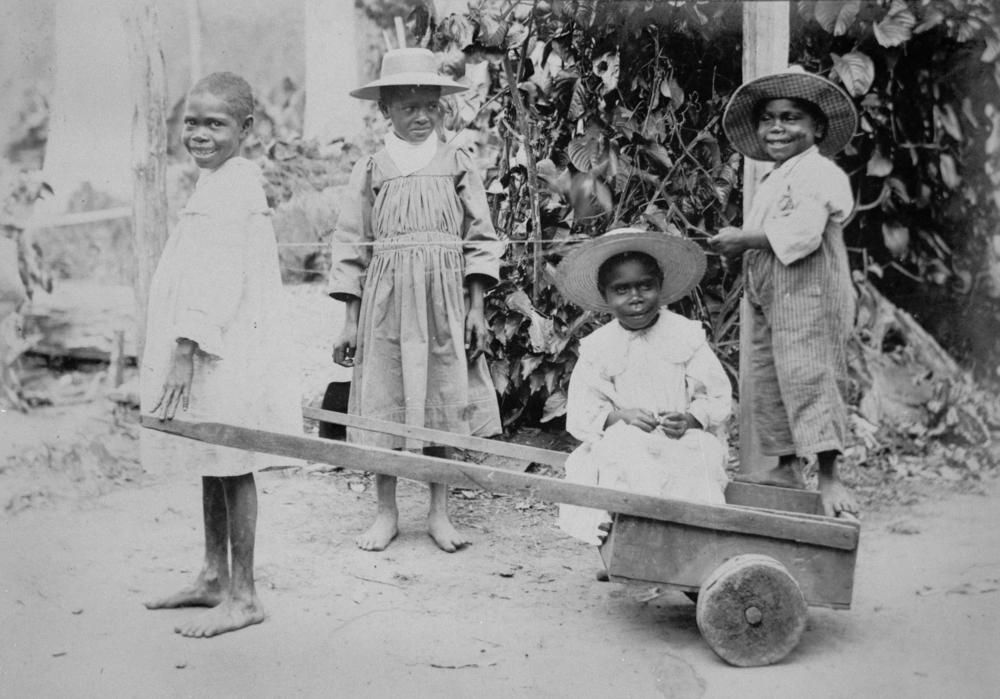
أطفال من سكان جزر بحر الجنوب في إينيسفيل، كوينزلاند، حوالي عام 1902-1905

## وصلات خارجية
- Background and history of the South Sea Islanders at the Queensland Department of Premier and Cabinet website.